# Ataenius cylindrus
Ataenius cylindrus är en skalbaggsart som beskrevs av Horn 1871. Ataenius cylindrus ingår i släktet Ataenius och familjen Aphodiidae. Inga underarter finns listade.